# Vincebus Eruptum
Vincebus Eruptum, är rockbandet Blue Cheers debutalbum som släpptes i januari 1968. Albumet är mycket stökigt och sägs starkt ha inspirerat efterkommande hårdrocks- och heavy metal-musiker.
Albumet innehåller deras cover på "Summertime Blues" som blev den största hiten för gruppen (#14 enligt billboard).

## Låtar på albumet
1. "Summertime Blues" (Capehart/Cochran)  3:47
2. "Rock Me Baby" (Josea/King)  4:22
3. "Doctor Please" (Peterson)  7:53
4. "Out of Focus" (Peterson)  3:58
5. "Parchment Farm" (Allison)  5:49
6. "Second Time Around" (Peterson)  6:17